# コンピューター・ナウ
『コンピューター・ナウ』は、NHK教育テレビジョンで1991年10月3日から1992年3月12日、および1992年10月16日から1993年3月19日まで放送されていた高校生向けの学校放送（教科：情報）である。

## 放送時間
いずれも日本標準時。
| 期間                           | 放送時間             |
| ------------------------------ | -------------------- |
| 1991年10月3日 - 1992年3月12日  | 木曜日 12:40 - 13:00 |
| 1992年10月16日 - 1993年3月19日 | 金曜日 12:35 - 12:55 |

## 出演者
- 坂村健（当時東京大学助教授）[2]
- 松本圭未（リポーター）[2]

## 放送リスト
| 回 | 初回放送日     | サブタイトル             |
| -- | -------------- | ------------------------ |
| 1  | 1991年10月3日  | ハイパーAV術             |
| 2  | 1991年10月24日 | デジタル編集術           |
| 3  | 1991年11月7日  | ネットワーク・産業社会   |
| 4  | 1991年11月21日 | グローバル情報産業       |
| 5  | 1991年12月5日  | 情報生活進化論           |
| 6  | 1992年1月9日   | CG ワンダーランド        |
| 7  | 1992年1月23日  | なるほどシミュレーション |
| 8  | 1992年2月6日   | びっくりコントロール     |
| 9  | 1992年2月20日  | ハロー!通信ネット        |
| 10 | 1992年3月5日   | アクセス・データベース   |